# فلاووکسات
فلاووکسات (انگلیسی: Flavoxate) نوعی داروی آنتی کولینرژیک با خواص آنتی موسکارینی است. از این دارو دبرای درمان اسپاسم مثانه و نیز برای تخفیف علائم سیستیت بینابینی, دیزوری و بی‌اختیاری ادراری استغاده میشود.